# أرموطا
أرموطا قرية قديمة تبعد حوالي 3 كم غرب كويسنجق، ويعود تاريخها إلى ما قبل الإسلام، كانت أرموطا من البلدات مسيحية عامرة.

## التسمية والسكان
ثمة رأيان حول تسميتها، الأول إنها تعني الرمان أو بستان الرمان، لكثرة وجود هذه الثمرة في المنطقة. يرى الرأي الثاني أن «أرموطا» هو اسم سرياني مركب من كلمتين ارعا دموتا أي أرض الموت؛ والمعنى الثاني هو الأرجح والصحيح، وذلك بسبب كثرة ما أصابها من كوارث مفجعة في التاريخ، إذ نجد أرموطا قد تعرضت للكثير من الهجمات؛ وكان الثمن دائماً باهظاً، تدفعه القرية من دماء أبنائها وممتلكاتهم. ويشار إلى أن القرية قد نهبت سنة 1943 وأحرقت مكتبة كنيستها.
ويعتقد أن مسيحيي أرموطا أقدم من مسيحيي كويسنجق، وقد قدم بعضهم من هيران خوشناو بالقرب من شقلاوة، لكنهم تفرقوا وتوزعوا في مدن مختلفة منها كويسنجق والسليمانية وأربيل وكركوك وبغداد والموصل وعينكاوة وغيرها.

## كنائس القرية
- كنيسة مار يوسف: شيدت في أحد البساتين في سنة 1923. وفيها آثار وقبور قديمة.[1]
- كنيسة مار ميخائيل: وكانت محاطة بمقبرة مسيحيي كويسنجق قبل إنشاء المقبرة المشتركة الحالية.[2]
- كنيسة العذراء حافظة الزروع: وهي حالياً الكنيسة الرئيسية. ويعود إنشاؤها إلى عام 1868، حيث قام ببنائها أحد المواطنين ويدعى يوسف صرفيان وهو أرمني ميسور من مدينة طوقان التركية، برعاية القس شمعون في عهد المطران يوحنا تمرز والبطريرك يوسف أودو وفي زمن البابا بيوس التاسع. تم توسيع الكنيسة تحت إشراف الأب متي كوسا الراهب الشقلاوي وباسهام أهالي القرية ودعم من يوسف صرفيان، حفيد المحسن المذكور. عام 1963 تعرضت الكنيسة للنهب بسبب الاضطرابات في المنطقة.
- مزار مارت شموني: يقع هذا المزار جنوبي القرية، بالقرب من المقبرة الحالية. ويؤمه الناس للصلاة والتضرع.
- مزار مار بينا: إلى الشمال من قرية أرموطا بنحو 3 كم، يقع دير مار بهنام، المعروف حالياً باسم ماربينا قديشا، في سفح جبل باواجي. ارتفاعه 1260 قدم وقرب قرية طوبزاوا. بناؤه من حجر وكلس وخلفه مقبرة كبيرة. ثمة رأيان بشأن تاريخه حيث يربط هذا الدير بتاريخ دير ماربهنام المعروف في ضواحي الموصل، والذي بنى تكريماً للشقيقين بهنام وسارة، الذين يقال أنهما من بين شهداء الساسانين خلال حملة الاضطهادات التي شنها شابور الثاني عام 363 م. ويقول الرأي الثاني بأنه حينما بلغت هجمات المغول دير مار بهنام في الموصل، اضطر الرهبان والكهنة إلى النزوح باتجاه قرية أرموطا فبنوا هذا الدير فيها وسموه ماربهنام. وكان ثمة كتابة سريانية على الجدار الداخلي للدير قبل انهياره تعود إلى سنة 1714 يونانية، أي 1403 ميلادية تُقرأ أن كيخوا أوغات أحد وجهاء أرموطا قام بإعمار هذا المكان. وفي مكان آخر كتبت عبارة بالسريانية أيضاً «صلوا لأجلي ولأجلنا».

ومن الجدير بالذكر أن هذا الدير قد تم تفجيره وهدمه عام 1988؛ إلا أن السكان أرادوا أن يعيدوه إلى سابق عهده. ففي عام 1996 قام أحد أبناء القرية وهو يعقوب باسي وأولاده بإعادة بناء الغرف الخمس المهمة فيه، ثم قامت لجنة مشتركة من كويسنجق وأرموطا بجمع تبرعات في محاولة لتوسيعه وإعادة تشييد بعض الأقواس، وقد بنيت الأعمدة القديمة فيه بالحجر والكلس، وافتتح الدير عام 1996 يوم عيده في الجمعة الأولى بعد عيد القيامة.